# 国立宮古海上技術短期大学校
国立宮古海上技術短期大学校（こくりつみやこかいじょうぎじゅつたんきだいがっこう）は岩手県宮古市にある独立行政法人海技教育機構（旧独立行政法人海員学校）が管理運営する船員養成学校。平成20年度に短期大学校に昇格し、日本で3番目の海上技術短期大学校となった。卒業時には4級海技士免状（航海、機関）筆記試験免除の権利を得る。モーダルシフトの進む中、内航海運船員の即戦力となっている。

## 沿革
- 1940年（昭和15年） 逓信省宮古海員養成所設置
- 1941年（昭和16年） 運輸省所管
- 1952年（昭和27年） 宮古海員学校と改称
- 2001年（平成13年） 国立宮古海上技術学校と改称
- 2002年（平成14年） 独立行政法人海員学校の管理下となる
- 2006年（平成18年） 独立行政法人海技教育機構の管理下となる
- 2008年（平成20年） 国立宮古海上技術短期大学校となる

## 日本の海上技術系学校
海上技術学校（中学校卒業者対象）
- 国立館山海上技術学校（千葉県館山市）
- 国立唐津海上技術学校（佐賀県唐津市）
- 国立口之津海上技術学校（長崎県南島原市）

海上技術短期大学校（高等学校卒業者対象）
- 国立小樽海上技術短期大学校（北海道小樽市）
- 国立宮古海上技術短期大学校（岩手県宮古市）
- 国立清水海上技術短期大学校（静岡県静岡市清水区）
- 国立波方海上技術短期大学校（愛媛県今治市）